# 앤 쉐리던

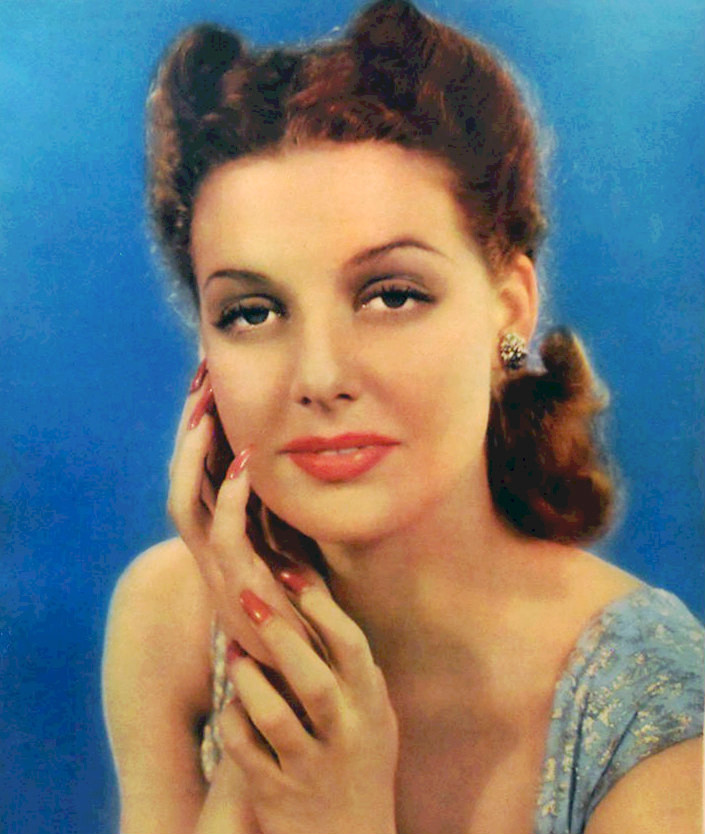

앤 쉐리던(Ann Sheridan, 1915년 2월 21일 ~ 1967년 1월 21일)는 미국의 배우, 텔레비전 배우, 영화배우이다.
덴턴에서 태어났으며 로스앤젤레스에서 사망하였다. 사인은 간암이다.  할리우드 포에버 공동묘지에 매장되었다.

## 영화
- 아퍼짓 섹스 (1956년)
- 온두라스의 약속 (1953년)
- 나는 전쟁 신부 (1949년)
- 굿 샘 (1948년)
- 시에라 마드레의 보석 (1948년)
- 쉐인 온 하베스트 문 (1944년)
- 탱크 유어 럭키 스타스 (1943년)
- 엣지 오브 다크니스 (1943년)
- 만찬에 온 사나이 (1942년)
- 킹스 로우 (1942년)
- 네이비 블루스 (1941년)
- 캐슬 온 더 허드슨 (1940년)
- 그들은 밤에 달린다 (1940년)
- 닷지 시티 (1939년)
- 더럽혀진 얼굴의 천사 (1938년)
- 더 그레이트 오맬리 (1937년)
- 십자군 (1935년)
- 미시시피 (1935년)
- 컴 온 마린스 (1934년)
- 레몬 드롭 키드 (1934년)